# 2016世界トライアスロンシリーズ
2016 ITU世界トライアスロンシリーズは、トライアスロンの世界選手権9大会のシリーズで、グランドファイナルはコスメルで開催された。国際トライアスロン連合（ITU）後援下で行われる。

## カレンダー
世界9都市を転戦。リオデジャネイロオリンピック開催のため、前年より1大会減った。
| 日付       | 会場             | 開催地             |
| ---------- | ---------------- | ------------------ |
| 3月5–6日   | アブダビ         |                    |
| 4月10日    | ゴールドコースト |                    |
| 4月23–24日 | ケープタウン     |                    |
| 5月14–15日 | 横浜             |                    |
| 6月11–12日 | リーズ           |                    |
| 7月2–3日   | ストックホルム   |                    |
| 7月16–17日 | ハンブルク       | 世界リレー併催     |
| 9月3–4日   | エドモントン     | スプリント         |
| 9月11–18日 | コスメル         | グランドファイナル |

## 結果

### メダル獲得者

#### 男子
| 大会             | 金                             | 銀                             | 銅                                       |
| ---------------- | ------------------------------ | ------------------------------ | ---------------------------------------- |
| アブダビ         | マリオ・モラ (ESP)             | リチャード・マレー (RSA)       | ジョアン・シルヴァ (POR)                 |
| ゴールドコースト | マリオ・モラ (ESP)             | フェルナンド・アラルザ (ESP)   | ジョナサン・ブラウンリー (GBR)           |
| ケープタウン     | フェルナンド・アラルザ (ESP)   | ジョナサン・ブラウンリー (GBR) | ドリアン・コニンクス (FRA)               |
| 横浜             | マリオ・モラ (ESP)             | クリサント・グラハーレス (MEX) | クリスティアン・ブルンメンフェルト (NOR) |
| リーズ           | アリステア・ブラウンリー (GBR) | ジョナサン・ブラウンリー (GBR) |                                          |
| ストックホルム   | アリステア・ブラウンリー (GBR) | ジョナサン・ブラウンリー (GBR) | ピエール・ル・コー (FRA)                 |
| ハンブルク       | マリオ・モラ (ESP)             |                                |                                          |
| エドモントン     | ジョナサン・ブラウンリー (GBR) | マリオ・モラ (ESP)             |                                          |
| コスメル         | ヘンリ・スクーマン (RSA)       | ジョナサン・ブラウンリー (GBR) | アリステア・ブラウンリー (GBR)           |

#### 女子
| 大会             | 金                               | 銀                               | 銅                               |
| ---------------- | -------------------------------- | -------------------------------- | -------------------------------- |
| アブダビ         | ジョディー・スティンプソン (GBR) | アシュリー・ジェントル (AUS)     | ヘレン・ジェンキンス (GBR)       |
| ゴールドコースト | ヘレン・ジェンキンス (GBR)       | グウェン・ジョーゲンセン (USA)   | アンドレア・ヒューイット (NZL)   |
| ケープタウン     | ノン・スタンフォード (GBR)       | ジョディー・スティンプソン (GBR) | フローラ・ダフィー (BER)         |
| 横浜             | グウェン・ジョーゲンセン (USA)   | アシュリー・ジェントル (AUS)     | 上田藍 (JPN)                     |
| リーズ           | グウェン・ジョーゲンセン (USA)   | フローラ・ダフィー (BER)         |                                  |
| ストックホルム   | フローラ・ダフィー (BER)         | アンドレア・ヒューイット (NZL)   | ヘレン・ジェンキンス (GBR)       |
| ハンブルク       | ケイティ・ザファーズ (USA)       |                                  | グウェン・ジョーゲンセン (USA)   |
| エドモントン     | サマー・クック (USA)             |                                  |                                  |
| コスメル         | フローラ・ダフィー (BER)         | グウェン・ジョーゲンセン (USA)   | シャーロット・マクシェーン (AUS) |

ランキング : 